# أسامة الأمير
أسامة الأمير (مواليد 30 مايو 1993) هو لاعب كرة قدم سعودي لعب سابقاً في نادي حطين.